# 後宮型作品
後宮型作品（日语： hāremumono）是虛構作品的一種類型，指的是一個男性主角和兩個以上的數個、十數個甚至更多的女性角色有暧昧、爱慕甚或性关系的作品。因為除了男主角外的男性都是沒有競爭力或不介入的配角，男主角就如處於後宮，故因此得名。相反的，如果作品當中是由一個女角色身邊圍繞許多男性，則稱為逆後宮型作品。而如果是以描述同性愛（百合女主或BL男主）為題材的作品，則可忽略上述內容的性別用詞。然而因为结局是否达成后宫这一条件，所以还为此分为真后宫和伪后宫，真后宫顾名思义就是男主角和女主角们确定关系达成真正的后宫，例如灰色的果實、Campione 弑神者！、在座写轻小说的各位，全都有病等。而伪后宫则是前期男主角和女主角们产生暧昧的关系但结局并没有达成“后宫”这一条件，没有达成后宫的结局分为两种情况，只选择了和一位女主角确认关系，例如我的青春恋爱物语果然有问题、伪恋、只有神知道的世界等，和没有跟任何一位女主角确认关系（即开放结局），例如天降之物、漫画家与助手等。故此区分真伪后宫的唯一标准就是结局是否达成了后宫这一条件。

## 特徵
後宮型作品包括一個男性的主角和大量的女性角色，而且這些女性對主角都抱有一定程度的好感，大多數的此類型作品都會安排一個男性配角以做為緩和，但那個男性配角與其他女性角色並無戀愛關係，甚至可能對戀愛毫無興趣，以便排除在戀愛情節之外，當然也有男性角色及非人類角色是男主後宮一員的例子。
如果只是在登場角色的性別比例上不平衡，而角色之間並無戀愛關係的故事，則不能稱為後宮型作品。
逆後宮型作品則是一個女主被多位男性角色圍繞，常见于少女漫画等女性向作品。與後宮不同，逆後宮對於感情戲不是非常注重，甚至無需戀愛一樣會被劃入，不過有時候會出現男角賣腐的片段。

## 批評爭議
就後宮作品各種原型的比率和內容出現的狀況而言，在西方，這類作品常因其幾乎總是出現的、誘人但不必要的情色內容，也就是所謂的“殺必死”而被批評，美國對這類作品的負面看法尤其常見。
此外，此類作品也常因其大量的陳腔濫調和定型角色，及對滿足慾望空想的明顯使用等因素而被批評，常見的批評亦著眼於這類作品中對女性角色非常負面的描寫，這類作品的女性角色常被認為在其對男主角的關係、對不必要暴力的傾向和常被認為重複且具男性至上的妒嫉成份等之外，很少有較具深度的刻劃。